# Agnes Taubert
Agnes Marie Constanze Taubert (* 7. Januar 1844 in Stralsund; † 8. Mai 1877 in Berlin) war eine deutsche Schriftstellerin.

## Leben
Agnes Tauberts Vater war Artillerieoberst. Sie heiratete Anfang Juli 1872 in der Luisenkirche zu Charlottenburg den Schriftsteller Eduard von Hartmann. Vier Wochen später kam in Driburg die einzige Tochter Marie auf die Welt. Sie griff mit zwei Werken in die Auseinandersetzung um die „Philosophie des Unbewussten“ ihres Ehemannes ein.
1877 starb sie in ihrer Wohnung auf der Potsdamer Straße 77 (heute Nr. 197) in der Schöneberger Vorstadt.

## Werke
- Philosophie gegen naturwissenschaftliche Ueberhebung. Eine Zurechtweisung des Dr. med. Geo. Stiebeling und seiner angeblichen Widerlegung der Hartmann'schen Lehre vom Unbewußten in der Leiblichkeit. Carl  Duncker, Berlin 1872 Digitalisat
- Der Pessimismus und seine Gegner, Berlin 1873